# Торноло
Торноло (итал. Tornolo) —  коммуна в Италии, располагается в регионе Эмилия-Романья, в провинции Парма.
Население составляет 1195 человек (2008 г.), плотность населения составляет 17 чел./км². Занимает площадь 69 км². Почтовый индекс — 43059. Телефонный код — 0525.

## Демография
Динамика населения:

## Администрация коммуны
- Официальный сайт: http://www.comune.tornolo.pr.it/